# Ireton Wood
Ireton Wood är en by i civil parish Idridgehay and Alton, i distriktet Amber Valley, i grevskapet Derbyshire, i England. Byn är belägen 14 km från Derby. Ireton Wood var en civil parish 1866–1889 när blev den en del av Idridgehay and Alton och Kirk Ireton. Civil parish hade 118 invånare år 1881. Byn nämndes i Domedagsboken (Domesday Book) år 1086, och kallades då Iretune.